# Mihaloglu
I Mihaloglu furono una famiglia di cristiani convertitisi all'Islam.

## Origini
La stirpe dei Mihaloglu si sarebbe originata da Michele Kosses (in romeno Mihail), convertitosi all'Islam al principio del XIV secolo col nome di Köse Mihal e divenuto luogotenente del primo sultano ottomano, Osman I.

## Storia
I Mihaloglu si insediarono a sud del Danubio e governarono un importante Pachalik della Rumelia per conto dell'Impero ottomano. Primo membro di spicco della dinastia fu Hizir Bey Mihaloglu I (morto nel 1452). Il figlio di Hizir, Ali Bey Mihaloglu si guadagnò grande prestigio come comandante degli Akindjis al tempo del sultano Maometto II ed imparentò la famiglia con i nobili valacchi della dinastia dei Craiovești. La parentela dei Mihaloglu con i Craiovești facilitò il controllo della Valacchia da parte degli ottomani fino al regno del bellicoso voivoda Radu V de la Afumați, osteggiato dal figlio di Ali, Maometto Bey Mihaloglu, condottiero del sultano Solimano il Magnifico.